# لاهادن
لاهادن (به انگلیسی: Llawhaden) یک منطقهٔ مسکونی در بریتانیا است که در پمبروکشر واقع شده‌است. لاهادن ۶۸۸ نفر جمعیت دارد.